# Назаренко, Михаил Иосифович
Михаил Иосифович Назаренко (укр. Михайло Йосипович Назаренко; род. 26 июня 1977, Киев) — украинский литературовед, критик, писатель-фантаст, переводчик. Лауреат Национальной премии Украины имени Тараса Шевченко (2023).

## Биографические сведения
В 1999 году окончил филологический факультет Киевского национального университета имени Тараса Шевченко по специальности «русская литература», в 2002 году защитил кандидатскую диссертацию «Мифопоэтика М. Е. Салтыкова-Щедрина». Доцент кафедры русской филологии Института филологии КНУ (до 2016 г. — кафедры истории русской литературы). Читает или же читал курсы «История русской литературы XIX в.», «Методика преподавания русской литературы», «Мифопоэтические исследования русской литературы», «Массовая литература в русском культурном процессе» и др. Автор ряда статей, посвященных исторической и фантастической прозе.
В 1998 г. принят в творческую мастерскую Марины и Сергея Дяченко «Третья Сила», вслед за этим опубликовал первую критическую статью о фантастике.
Монография «Реальность чуда (о книгах Марины и Сергея Дяченко)» (2005) стала финалистом-дипломантом «АБС-премии». Отдельные главы из неё печатались в книгах Дяченко, вышедших в серии «Триумвират» издательства «Эксмо». В 2006 году опубликована книга «Поховання на могилі (Шевченко, якого знали)» (самое полное собрание легенд и мифов о Кобзаре), в 2007 году — сборник фантастических рассказов и повестей «Новый Минотавр», в 2021 году — антология украинской литературы XIX века «Крім "Кобзаря"» (в двух частях), где подборку текстов каждого автора сопровождает литературоведческое эссе. Назаренко планирует переработать в книгу цикл статей о предыстории фэнтези «За пределами ведомых нам полей» (журнал «Реальность фантастики», 2004—2007).
Вместе с Татьяной Кохановской вел в журнале «Новый мир» колонку «Украинский вектор» (2011—2012), посвященную современной украинской литературе в историко-культурном контексте. Как один из составителей, совместно с Александром Боронем, готовил издание «Тарас Шевченко в критиці» (т. І, 2013; т. ІІ, 2016). 
Михаил Назаренко — редактор и комментатор переводов книг Артура Конан Дойла, Нила Геймана, Сюзанны Кларк, Джона Краули, Алана Мура и Терри Пратчетта. Председатель жюри литературной премии «Портал» (2006—2013). В 1999—2013 гг. ежегодно присуждал неофициальную премию «Мраморный фавн» за лучшие фантастические произведения . Состоит в Союзе журналистов Украины. Эксперт Всеукраинского рейтинга «Книжка року» («Книга года», с 2002 г.), комитета Национальной премии Украины имени Тараса Шевченко (с 2019 г.) и Украинского института книги (с 2020 г.).
Не имеет отношения к журналисту и барду Михаилу Капитоновичу Назаренко (род. 1949), сотрудничающему с газетой «Бульвар Гордона».

## Премии
- 2007 — поощрительный диплом «Еврокона» за сборник «Новый Минотавр».
- 2010 — премия Б. Н. Стругацкого «Бронзовая улитка» за повесть «Остров Цейлон».
- 2012 — премия журнала «Новый мир» за цикл статей «Украинский вектор» (в соавторстве с Т. Кохановской).
- 2012 — премия журнала «Радуга» в номинации «Литературная критика пятилетия 2008—2012».
- 2014 — премия Норы Галь за перевод короткой прозы с английского языка (за рассказ Джона Краули «Миссолонги, 1824»).
- 2017 — премия Норы Галь за перевод короткой прозы с английского языка (за цикл рассказов Джеймса Брэнча Кэбелла  «Легенды Пуатема»).
- 2018 — премия «ЛитАкцент года[укр.]» в номинации «Литературоведение» за книгу «Поховання на могилі».
- 2023 — Национальная премия Украины имени Тараса Шевченко[3].

## Книги
- Реальность чуда (О книгах Марины и Сергея Дяченко). — К.: ИД «Мой компьютер»; Винница: «Тезис», 2005. — 256 с.
- Поховання на могилі (Шевченко, якого знали). — К.: ВД «Сварог», 2006. — 688 с.
- Мифотворцы: Портал в Европу / Сост. М.Назаренко, В. Пузий. — К.: ИД «Сварог», 2006. — 592 с.
- Новый Минотавр. — Х.: Книжный клуб «Клуб семейного досуга», 2007. — 240 с.
- Тарас Шевченко в критиці. Том І. Прижиттєва критика (1839–1861) / За загальної редакції Г. Грабовича. Упор. О. Боронь, М. Назаренко. — К.: Критика, 2013. — XL + 804 с.
- Тарас Шевченко в критиці. Том ІІ. Посмертна критика (1861) / За загальної редакції Г. Грабовича. Упор. О. Боронь, М. Назаренко. — К.: Критика, 2016. — L + 806 с.
- Поховання на могилі (Шевченкова біографія у фольклорі та фейклорі): Вид. друге, випр. і доп. — К.: Критика, 2017. – 624 с.
- Крім «Кобзаря». Антологія української літератури. 1792–1883: У двох частинах. — К.: Laurus, 2021. — 496+488 с.